# 압독국
압독국(押督國)은 삼한(三韓) 시대의 소국 중 하나로, 현재의 경상북도 경산시 압량읍 일대에 위치해 있었다. 압량소국(押梁小國)이라고도 불렸다. 押를 훈가자 '누르다', 梁를 '돓'의 음차로 보아 고대 한국어는 '누르돌ㆍ누르독' 정도로 추정된다. 전형적인 'nVrV'계 지명으로 길게 늘어진 지형을 뜻하는 '느르(延)-', 하천을 뜻하는 '나리(川․河)', '누런 들(黃野)ㆍ누런 터' 등으로 해석하는 견해가 있다. 스에마츠는 경산의 옛 지명이 압량 ̇ (押梁)/압독 ̇ (押督)이었다는 점[5]에 착안해서 압(押)=앞(前)의 훈가자로 보고 탁순(대구)의 앞에 있는 경산이 탁국(압독국)이라고 주장했다.

## 역사
《삼국사기》(三國史記) 신라본기에는 신라 파사 이사금 23년(102년) 음즙벌국이 신라에 정벌당할 때 실직국과 함께 신라에 항복하였다고 하나, 같은 책 지리지 및 《신증동국여지승람》에는 지미왕(지마 이사금) 때 신라가 압독국을 멸망시키고 군을 설치했다고 적고 있다. 이후 일성 이사금 13년(146년)에 신라에 반란을 일으켰으나 진압되고, 그 주민들은 남쪽으로 옮겼다고 한다.
경산시 임당동과 하양읍에 두 개의 세력이 공존하다가, 임당동 쪽으로 합쳐졌다고 한다. 압독국이 있었던 위치인 경산지방에서 근래 발굴된 임당고분에는 많은 유물과 금동관이 나와 압독국과 관련된 것으로 해석되고 있다.

## 같이 보기
- 경산 임당동과 조영동 고분군 - 사적 제516호
- 진한